# Qarah Sangī
Qarah Sangī (persiska: Qareh Sangī, قره سنگی) är en ort i Iran.   Den ligger i provinsen Khorasan, i den nordöstra delen av landet, 900 km öster om huvudstaden Teheran. Qarah Sangī ligger 421 meter över havet och antalet invånare är 713.
Terrängen runt Qarah Sangī är kuperad söderut, men norrut är den platt. Runt Qarah Sangī är det ganska glesbefolkat, med 35 invånare per kvadratkilometer. Qarah Sangī är det största samhället i trakten. Omgivningarna runt Qarah Sangī är i huvudsak ett öppet busklandskap.